# Diodorus
Diodorus – rodzaj archozaura z grupy Dinosauriformes żyjącego w późnym triasie na obecnych terenach Maroka.

## Historia
Szczątki opisane zostały przez Christiana F. Kammerera, Sterlinga J. Nesbitta i Neila H. Shubina w 2012 w czasopiśmie Acta Palaeontologica Polonica.

## Systematyka
Zwierzę zaliczone zostało do Silesauridae. Jest to grupa archozaurów zaliczanych do kladu Dinosauromorpha, pozostających jednakże poza taksonem Dinosauria, obejmująca takie rodzaje jak Silesaurus, Sacisaurus, Eocoelophysis, Technosaurus, Pseudolagosuchus, Asilisaurus.
Epitet wywodzi się ze starożytnej greki. Scytobrachion znaczyć ma "skórzasta ręka". Słowo to odnosi się do prawdopodobnego okrycia ciała zwierzęcia.